# Cerco de Odawara (1590)
O terceiro cerco de Odawara (小田原征伐, Odawara seibatsu) teve lugar em 1590 durante o período Sengoku da história do Japão.
O castelo de Odawara, base principal do clã Hōjō tardio havia sido cercado pela primeira vez em 1561 pelas tropas de Uesugi Kenshin durante três meses, depois dos quais foram forçados a retirarem-se antes da tomada do castelo, devido à falta de provisões. Mais tarde, em 1569, as forças de Takeda Shingen tentaram tomar o castelo, contudo não passou de uma tentativa falhada, e mais uma vez o castelo não caiu nas mãos inimigas.
Durante o ano de 1590, Toyotomi Hideyoshi, lançou uma campanha para eliminar o clã Hōjō tardio, ameaçando a sua política. Esta foi a terceira e última ação como palco o castelo.
Meses antes do conflito decorrer, o clã Hōjō tentou aperfeiçoar as defesas do castelo. O enorme exército de Hideyoshi cercou-o naquele que foi chamado como "o cerco menos convencional da história dos samurais", já que estes teriam todo o tipo de entretenimento, desde concubinas, prostitutas, músicos, acrobatas, cuspidores de fogo e menestréis. Os defensores dormiam acima das muralhas com os seus mosquetes e armaduras, apesar da sua enorme desvantagem que incentivou Hideyoshi para o ataque. A maior parte da estratégia do cerco consistiu em impedir que os defensores adquirissem as provisões de comida dentro do castelo, resultando na fome dos ocupantes. Apenas algumas pequenas brigas tiveram lugar ao redor do castelo, tal como o ocorrido quando um grupo de mineiros do castelo da província de Kai cavou por baixo das muralhas, permitindo que os homens de Ii Naomasa entrassem.
Depois de três meses, os Hōjō renderam-se, possivelmente por falta de comida e suprimentos. Tokugawa Ieyasu, um dos principais generais de Hideyoshi, recebeu as terras dos Hōjō.
Além de tomar o Castelo de Odawara, Hideyoshi derrotou os Hōjō e Hachioji , Yorii , Shizuoka e parte da região do Sudeste em Kantō.